# Michèle Lalonde
Pour les articles homonymes, voir Lalonde.
Michèle Lalonde est une poétesse, dramaturge et essayiste québécoise née le 28 juillet 1937 à Montréal et morte le 22 juillet 2021 dans la même ville. Ses ouvrages se concentrent sur l’identité québécoise. Elle est notamment l'auteure du poème Speak White en 1968.

## Biographie
Née le 28 juillet 1937 à Montréal, Michelle Lalonde est une poétesse, dramaturge et essayiste québécoise qui fut très connue pour sa poésie engagée et ses positions politiques sur la question linguistiques au Québec.
Au cours des années 1960, elle participe à la revue Liberté en compagnie de Fernand Ouellette, Jacques Godbout, André Belleau, Yves Préfontaine et Hubert Aquin,.
Elle écrit le fameux poème Speak White en 1968, créé dans le cadre des récitals Poèmes et chants de la résistance, qu'elle lit à La Nuit de la poésie 27 mars 1970, dont le titre rappelle l’injure utilisée par les anglophones contre les francophones du Canada quand la langue française était utilisée en public.
Michèle Lalonde meurt à Montréal le 22 juillet 2021 à l'âge de 83 ans.

## Œuvre
Le fonds d'archives de Michèle Lalonde est conservé au centre d'archives de Montréal de Bibliothèque et Archives nationales du Québec.

### Théâtre
- 1957 - Ankrania ou Celui qui crie
- 1977 - Dernier recours de Baptiste à Catherine

### Recueils de poésie
- 1958 - Songe de la fiancée détruite
- 1959 - Geôles
- 1967 - Terre des hommes, mis en musique par André Prévost
- 1979 - Portée disparue
- 1980 - Métaphore pour un nouveau monde

### Essais
- 1979 - Défense et illustration de la langue québécoise
- 1981 - Cause commune. Manifeste pour une internationale des petites cultures (avec Denis Monière)

### Cinéma
En 1968, Michèle Lalonde écrit le texte du film De mère en fille réalisé par Anne-Claire Poirier.

## Honneurs
- 1979 - Prix Ludger-Duvernay
- 1985 - Membre de l'Ordre des francophones d'Amérique
- 2004 - Prix du Poète